# Campeonato Neerlandés de Fútbol 1931-32
El Campeonato Neerlandés de Fútbol 1931/32 fue la 44.ª edición del campeonato de fútbol de los Países Bajos. Participaron 50 equipos divididos en cinco divisiones. El campeón nacional sería determinado por un grupo final formado con los ganadores de las divisiones de fútbol del este, norte, sur y dos del oeste. AFC Ajax ganó el campeonato de este año.

## Nuevos participantes
Eerste Klasse Norte:
- Promovido desde la 2ª división: FVC

Eerste Klasse Sur:
- Promovido desde la 2ª división: Bleijerheide

Eerste Klasse Oeste-I:
- Trasladado desde Oeste-II: HVV Den Haag, KFC, RCH y Sparta Rotterdam
- Promovido desde la 2ª división: West Frisia

Eerste Klasse Oeste-I:
- Trasladado desde Oeste-I: DFC, Koninklijke HFC, VUC y ZFC
- Promovido desde la 2ª división: Xerxes

## Divisiones

### Eerste Klasse Este
| Pos | Equipo             | PJ | PG | PE | PP | GF | GC | Pts | DG  | Notas                                     |
| --- | ------------------ | -- | -- | -- | -- | -- | -- | --- | --- | ----------------------------------------- |
| 1   | SC Enschede        | 18 | 13 | 1  | 4  | 41 | 13 | 27  | +28 | Clasificado al grupo final por el título. |
| 2   | Go Ahead           | 18 | 12 | 2  | 4  | 46 | 20 | 26  | +26 |                                           |
| 3   | AGOVV Apeldoorn    | 18 | 10 | 2  | 6  | 57 | 39 | 22  | +18 |                                           |
| 4   | PEC Zwolle         | 18 | 9  | 2  | 7  | 34 | 40 | 20  | +14 |                                           |
| 5   | Heracles           | 18 | 7  | 5  | 6  | 34 | 37 | 19  | -3  |                                           |
| 6   | Vitesse            | 18 | 8  | 2  | 8  | 36 | 44 | 18  | -8  |                                           |
| 7   | Robur et Velocitas | 18 | 6  | 2  | 10 | 38 | 49 | 14  | -11 |                                           |
| 8   | FC Wageningen      | 18 | 5  | 3  | 10 | 31 | 44 | 13  | -13 |                                           |
| 9   | HVV Tubantia       | 18 | 5  | 2  | 11 | 38 | 45 | 12  | -7  |                                           |
| 10  | ZAC                | 18 | 3  | 3  | 12 | 21 | 45 | 9   | -24 | Descendido a la segunda división.         |

PJ = Partidos jugados; PG = Partidos ganados; PE = Partidos empatados; PP = Partidos perdidos; GF = Goles a favor; GC = Goles en contra; Pts = Puntos; DG = Diferencia de goles

### Eerste Klasse Norte
| Pos | Equipo          | PJ | PG | PE | PP | GF  | GC | Pts | DG  | Notas                                     |
| --- | --------------- | -- | -- | -- | -- | --- | -- | --- | --- | ----------------------------------------- |
| 1   | Veendam         | 18 | 16 | 1  | 1  | 61  | 19 | 33  | +42 | Clasificado al grupo final por el título. |
| 2   | Velocitas 1897  | 18 | 16 | 0  | 2  | 100 | 20 | 32  | +80 |                                           |
| 3   | GVAV Rapiditas  | 18 | 6  | 7  | 5  | 55  | 52 | 19  | +3  |                                           |
| 4   | VV Leeuwarden   | 18 | 7  | 5  | 6  | 45  | 45 | 19  | 0   |                                           |
| 5   | Be Quick 1887   | 18 | 6  | 4  | 8  | 42  | 49 | 16  | -7  |                                           |
| 6   | LAC Frisia 1883 | 18 | 6  | 1  | 11 | 42  | 66 | 13  | -24 |                                           |
| 7   | LVV Friesland   | 18 | 6  | 1  | 11 | 31  | 71 | 13  | -40 |                                           |
| 8   | Achilles 1894   | 18 | 4  | 4  | 10 | 36  | 45 | 12  | -9  |                                           |
| 9   | MVV Alcides     | 18 | 5  | 2  | 11 | 38  | 57 | 12  | -19 |                                           |
| 10  | FVC             | 18 | 3  | 5  | 10 | 32  | 58 | 11  | -26 | Descendido a la segunda división.         |

PJ = Partidos jugados; PG = Partidos ganados; PE = Partidos empatados; PP = Partidos perdidos; GF = Goles a favor; GC = Goles en contra; Pts = Puntos; DG = Diferencia de goles

### Eerste Klasse Sur
| Pos | Equipo         | PJ | PG | PE | PP | GF | GC | Pts | DG  | Notas                                     |
| --- | -------------- | -- | -- | -- | -- | -- | -- | --- | --- | ----------------------------------------- |
| 1   | PSV Eindhoven  | 18 | 12 | 2  | 4  | 54 | 32 | 26  | +22 | Clasificado al grupo final por el título. |
| 2   | FC Eindhoven   | 18 | 12 | 0  | 6  | 45 | 31 | 24  | +14 |                                           |
| 3   | NAC            | 18 | 11 | 2  | 5  | 46 | 34 | 24  | +12 |                                           |
| 4   | NOAD           | 18 | 7  | 5  | 6  | 44 | 42 | 19  | +2  |                                           |
| 5   | MVV Maastricht | 18 | 8  | 3  | 7  | 43 | 43 | 19  | 0   |                                           |
| 6   | Willem II      | 18 | 7  | 1  | 10 | 46 | 38 | 15  | +8  |                                           |
| 7   | LONGA          | 18 | 5  | 4  | 9  | 39 | 40 | 14  | -1  |                                           |
| 8   | BVV Den Bosch  | 18 | 6  | 1  | 11 | 48 | 58 | 13  | -10 |                                           |
| 9   | Bleijerheide   | 18 | 4  | 5  | 9  | 28 | 39 | 13  | -11 |                                           |
| 10  | De Valk        | 18 | 6  | 1  | 11 | 30 | 66 | 13  | -36 | Descendido a la segunda división.         |

PJ = Partidos jugados; PG = Partidos ganados; PE = Partidos empatados; PP = Partidos perdidos; GF = Goles a favor; GC = Goles en contra; Pts = Puntos; DG = Diferencia de goles

### Eerste Klasse Oeste-I
| Pos | Equipo           | PJ | PG | PE | PP | GF | GC | Pts | DG  | Notas                                                |
| --- | ---------------- | -- | -- | -- | -- | -- | -- | --- | --- | ---------------------------------------------------- |
| 1   | AFC Ajax         | 18 | 13 | 3  | 2  | 75 | 31 | 29  | +44 | Clasificado al grupo final por el título. [Oeste-II] |
| 2   | RCH              | 18 | 11 | 1  | 6  | 53 | 42 | 23  | +11 |                                                      |
| 3   | KFC              | 18 | 8  | 3  | 7  | 43 | 40 | 19  | +3  | [Oeste-II]                                           |
| 4   | West Frisia      | 18 | 6  | 7  | 5  | 51 | 47 | 19  | +4  | [Oeste-II]                                           |
| 5   | Hermes DVS       | 18 | 6  | 4  | 8  | 35 | 41 | 16  | -6  |                                                      |
| 6   | Sparta Rotterdam | 18 | 6  | 4  | 8  | 33 | 46 | 16  | -13 | [Oeste-II]                                           |
| 7   | Stormvogels      | 18 | 6  | 3  | 9  | 42 | 44 | 15  | -2  | [Oeste-II]                                           |
| 8   | HBS Craeyenhout  | 18 | 5  | 5  | 8  | 44 | 50 | 15  | -6  |                                                      |
| 9   | HVV 't Gooi      | 18 | 6  | 3  | 9  | 41 | 54 | 15  | -13 |                                                      |
| 10  | HVV Den Haag     | 18 | 4  | 5  | 9  | 42 | 64 | 13  | -22 | Descendido a la segunda división.                    |

PJ = Partidos jugados; PG = Partidos ganados; PE = Partidos empatados; PP = Partidos perdidos; GF = Goles a favor; GC = Goles en contra; Pts = Puntos; DG = Diferencia de goles
[Oeste-II] Equipos trasladados a la división Oeste-II para la próxima temporada.

### Eerste Klasse Oeste-II
| Pos | Equipo              | PJ | PG | PE | PP | GF | GC | Pts | DG  | Notas                                               |
| --- | ------------------- | -- | -- | -- | -- | -- | -- | --- | --- | --------------------------------------------------- |
| 1   | Feijenoord          | 19 | 13 | 1  | 5  | 45 | 32 | 27  | +13 | Clasificado al grupo final por el título. [Oeste-I] |
| 2   | ZFC                 | 19 | 11 | 3  | 5  | 49 | 33 | 25  | +16 | [Oeste-I]                                           |
| 3   | DFC                 | 18 | 11 | 1  | 6  | 48 | 30 | 23  | +18 |                                                     |
| 4   | VSV                 | 18 | 10 | 3  | 5  | 36 | 34 | 23  | +2  | [Oeste-I]                                           |
| 5   | Blauw-Wit Amsterdam | 18 | 6  | 6  | 6  | 42 | 38 | 18  | +4  |                                                     |
| 6   | FC Hilversum        | 18 | 8  | 1  | 9  | 41 | 44 | 17  | -3  | [Oeste-I]                                           |
| 7   | VUC                 | 18 | 5  | 4  | 9  | 37 | 41 | 14  | -4  |                                                     |
| 8   | ADO Den Haag        | 18 | 6  | 2  | 10 | 35 | 43 | 14  | -8  | [Oeste-I]                                           |
| 9   | Xerxes              | 18 | 5  | 3  | 10 | 29 | 44 | 13  | -15 |                                                     |
| 10  | Koninklijke HFC     | 18 | 3  | 2  | 13 | 24 | 47 | 8   | -23 | Descendido a la segunda división.                   |

PJ = Partidos jugados; PG = Partidos ganados; PE = Partidos empatados; PP = Partidos perdidos; GF = Goles a favor; GC = Goles en contra; Pts = Puntos; DG = Diferencia de goles
[Oeste-I] Equipos trasladados a la división Oeste-I para la próxima temporada.

### Grupo final por el título
| Pos | Equipo        | PJ | PG | PE | PP | GF | GC | Pts | DG  |
| --- | ------------- | -- | -- | -- | -- | -- | -- | --- | --- |
| 1   | AFC Ajax      | 8  | 6  | 1  | 1  | 31 | 11 | 13  | +20 |
| 2   | Feijenoord    | 8  | 5  | 2  | 1  | 28 | 11 | 12  | +17 |
| 3   | SC Enschede   | 8  | 3  | 3  | 2  | 18 | 15 | 9   | +3  |
| 4   | PSV Eindhoven | 8  | 1  | 2  | 5  | 10 | 22 | 4   | -12 |
| 5   | Veendam       | 8  | 1  | 0  | 7  | 7  | 35 | 2   | -28 |

PJ = Partidos jugados; PG = Partidos ganados; PE = Partidos empatados; PP = Partidos perdidos; GF = Goles a favor; GC = Goles en contra; Pts = Puntos; DG = Diferencia de goles
|                         |
| Campeón Ajax 4.° título |